# Rezerwat przyrody Boczki
Boczki – leśny rezerwat przyrody położony w północno-wschodniej Polsce.

## Dane administracyjne
Rezerwat „Boczki” leży w woj. warmińsko-mazurskim, w powiecie gołdapskim, w gminie Dubeninki w pobliżu osady Boczki. Leży w Nadleśnictwie Gołdap, obrębie leśnym Gołdap, na obszarze oddziałów leśnych 85a, b, c, d, f, 86, 144a, b, c, d, f, g, 145, 146 (także dróg i rowów). Rezerwat jest położony w środkowej części kompleksu Puszczy Rominckiej (w granicach Parku Krajobrazowego Puszczy Rominckiej) i zajmuje powierzchnię 108,70 ha. Stosunkowo niedaleko rezerwatu biegnie zielony szlak turystyczny.
Został powołany w 1974 roku, co zaktualizowano zarządzeniem z 2010 zmienionym w roku 2019. Głównym celem ochrony jest zachowanie naturalnych dobrze wykształconych zespołów leśnych charakterystycznych dla Puszczy Rominckiej, głównie grądów, borealnych świerczyn, łęgów, olsów i borów bagiennych.
Nadzór na rezerwatem sprawuje Regionalny Dyrektor Ochrony Środowiska w Olsztynie, a zarządza Nadleśnictwo Gołdap.

## Przyroda
Rzeźba terenu rezerwatu jest urozmaicona. Składają się na nią morenowe wzgórza zbudowane z gliniastych piasków i obniżenia z torfowiskami.
Boczki znajdują się w centralnej części Puszczy Rominckiej, a ich roślinność to głównie borealna świerczyna na torfie i grąd subkontynentalny. Ten pierwszy zespół jest zdominowany przez świerka z domieszką sosny, brzozy i osiki, a drugi zdominowany przez lipę z domieszką grabu, klonu zwyczajnego, wiązu górskiego i świerka. Kompleksy świerka i grabu tworzą starodrzew. Mniejsze płaty tworzą łęg jesionowo-wiązowy, łęg jesionowo-olszowy, ols i kontynentalny bór mieszany, a także bór bagienny i torfowiska.
W rezerwacie stwierdzono około dwustu gatunków roślin. Znajduje się tu jedno z nielicznych polskich stanowisk manny litewskiej. Z rzadkich roślin naczyniowych w rezerwacie występują czosnek niedźwiedzi, wawrzynek wilczełyko, żywiec cebulkowy, rosiczka okrągłolistna, bagno zwyczajne, pióropusznik strusi, przetacznik górski, orlik pospolity, podkolan biały, kopytnik pospolity, marzanka wonna, porzeczka czarna, czermień błotna, kokorycz pusta.
W 2016 roku w rezerwacie stwierdzono występowanie 37 gatunków wątrobowców i 117 gatunków mchów. W większości to gatunki naziemne (epigeiczne), ale dużo jest też gatunków epiksylicznych. Znaczne zróżnicowanie tych pierwszych wiąże się ze zróżnicowaniem podłoża pod względem typu i wilgotności, a niektóre gatunki występują i na glebie, i na martwym drewnie. Gatunków epifitycznych jest mniej, epilitycznych jeszcze mniej, a kilka gatunków żyje w wodzie. 
Wśród brioflory rezerwatu trzy gatunki wątrobowców (głowiak łańcuszkowaty, natorfek nagi i zgiętolist nadrzewny) i cztery mchów (błotniszek wełnisty, jeżolist zwyczajny, miechera pierzasta i zrostniczek skalny – wszystkie uznane w Polsce za wymierające) są objęte ochroną ścisłą, a cztery gatunki wątrobowców i trzydzieści sześć mchów częściową. Kolejnych dziesięć gatunków jest narażonych na wyginięcie, rzadkich lub zagrożonych, ale o nieznanym dokładnie stanie. Kilkanaście gatunków jest określanych jako relikty puszczańskie, typowe dla lasów o cechach pierwotnych. Są też gatunki będące reliktami glacjalnymi.